# Lisbeth Wulff
 Der er for få eller ingen kildehenvisninger i denne artikel, hvilket er et problem. Du kan hjælpe ved at angive troværdige kilder til de påstande, som fremføres i artiklen.

Lisbeth Wulff (født 17. marts 1972) er dansk skuespiller og manuskriptforfatter.
Wulff er uddannet fra Skuespillerskolen ved Aarhus Teater i 1997.Hun har spillet på nærmest alle teatre i København siden 1997. Hun er kendt for sin medvirken i diverse tv serier. Bl.a spillede hun den gennemgående figur Pia i alle 4 sæsoner af Borgen.
I 2010-2014 var hun den ene halvdel bag DR's satireserie I Hegnet, som gav hende en robert-nominering for bedste kvindelige skuespiller. I 2011 medvirkede hun i fjerde og femte sæson af Live fra Bremen. I 2015 skrev hun og medvirkede i tv serien Mens vi presser citronen til DR2. Hun har siden 2010 været tekstforfatter og kvinden bag "Trines mor" i satiren Rytteriet. Hun skrev i 2017 bogen Du forstår ikke din egen mor, Politikens forlag. I 2020 var hun instruktør og manuskriptforfatter til adventskalenderen på DR2 Jul med Trines mor, som hun i øvrigt osse selv medvirker i, som karakteren Trine.
Hun spillede hovedrollen, Tina, i tv serien Ambassadøren på Viaplay i 2020.

## Privat
Lisbeth Wulff blev gift med Rasmus Botoft i 2010
efter de sammen havde en søn, som de fik i 2007.

## Filmografi

### Film
| År   | Film                 | Rolle | Noter |
| ---- | -------------------- | ----- | ----- |
| 2005 | Dommeren             |       |       |
| 2005 | Den Rette Ånd        |       |       |
| 2008 | Gaven                |       |       |
| 2008 | En enkelt til Korsør |       |       |
| 2015 | Inderst inde         |       |       |
| 2016 | Swinger              |       |       |
| 2017 | Aldrig mere i morgen |       |       |

### Tv-serier
| År        | Film                     | Rolle              | Noter      |
| --------- | ------------------------ | ------------------ | ---------- |
| 2006-2007 | Anna Pihl                |                    |            |
| 2007      | Forbrydelsen             |                    |            |
| 2009      | Lærkevej                 |                    |            |
| 2010      | Borgen                   |                    |            |
| 2011      | Live fra Bremen          |                    |            |
| 2014      | Bankerot                 |                    |            |
| 2015      | Mord uden grænser        | Else Højby         |            |
| 2010-2014 | I Hegnet                 |                    |            |
| 2015      | Mens vi presser citronen |                    |            |
| 2020      | Jul med Trines mor       | Trine              |            |
| 2020      | Ambassadøren             | Tina Friis-Thomsen | Hovedrolle |

## Eksterne links
- Wikimedia Commons har flere filer relateret til Lisbeth Wulff
- Lisbeth Wulff på Internet Movie Database (engelsk)
- Lisbeth Wulff på Filmdatabasen
- Lisbeth Wulff på danskefilm.dk
- Lisbeth Wulff på danskfilmogtv.dk
- Lisbeth Wulff på Scope
- Lisbeth Wulff på AlloCiné (fransk)
- Lisbeth Wulff på The Movie Database (engelsk)
- Lisbeth Wulff på danskefilmstemmer.dk